# Pasian di Prato
Pasian di Prato – miejscowość i gmina we Włoszech, w regionie Friuli-Wenecja Julijska, w prowincji Udine.
Według danych na rok 2004 gminę zamieszkuje 8879 osób, 591,9 os./km².